# This Strange Engine
This Strange Engine – dziewiąty album studyjny Marillion.
Pierwszym singlem promującym album był Man of a Thousand Faces. Zajął pierwsze miejsce na jednej z największych list przebojów w Niemczech i utrzymywał się tam przez wiele tygodni.
Utwór Estonia został napisany przez Steve'a Hogartha po spotkaniu z jedynym  brytyjskim pasażerem, który przeżył katastrofę na statku MF Estonia, który zatonął na Bałtyku w 1994 roku. W tej katastrofie straciło życie 852 osób.

## Skład zespołu
- Steve Hogarth – śpiew
- Steve Rothery – gitara
- Pete Trewavas – gitara basowa
- Mark Kelly – keyboard
- Ian Mosley – perkusja

## Lista utworów
1. Man of a Thousand Faces – 7:33
2. One Fine Day – 5:31
3. 80 Days – 5:00
4. Estonia – 7:56
5. Memory of Water – 3:01
6. An Accidental Man – 6:12
7. Hope for the Future – 5:10
8. This Strange Engine – 15:36

## Single
- "Man of a Thousand Faces"
- "80 Days"